# Kościół Matki Kościoła Niepokalanej Jutrzenki Wolności w Katowicach
Kościół Matki Kościoła Niepokalanej Jutrzenki Wolności – rzymskokatolicki kościół parafialny w katowickim Brynowie, należący do Parafii św. Michała Archanioła w dekanacie Katowice-Śródmieście.

## Historia
Po II wojnie światowej teren Brynowa należał do katowickiej Parafii Świętych Apostołów Piotra i Pawła. Od 1938 na Wzgórzu Beaty miasto udostępniło zabytkowy kościół św. Michała Archanioła przeniesiony z Syryni. Nową parafię erygowano 21 lutego 1981 roku. Po uzyskaniu zgody władz w 1992 roku rozpoczęto budowę nowego zespołu sakralnego. Stopniowo wznoszono rotundę (kaplica Chrystusa Sługi), dzwonnicę, amfiteatr i poszczególne segmenty. W 1996 położono fundamenty kościoła. W 1997 abp Damian Zimoń poświęcił Ośrodek Krucjaty Wyzwolenia Człowieka, siedzibę biura pielgrzymkowego oraz pocztę. Kościół poświęcił abp Damian Zimoń 25 września 2001 roku.
Fundatorami dzwonów byli m.in., mieszkający na terenie parafii, małżonkowie Barbara i Wojciech Kilarowie. Autorami dekoracji malarskich w kościele są małżonkowie Joanna i Roman Kalarusowie. Kaplicę zdobią mozaiki autorstwa słoweńskiego jezuity Marko Ivana Rupnika.

## Relikwie
W ołtarzu kaplicy Chrystusa Sługi (tzw. rotunda) znajdują się relikwie świętych męczenników: Apolinarego, Florentyna i Piotra.

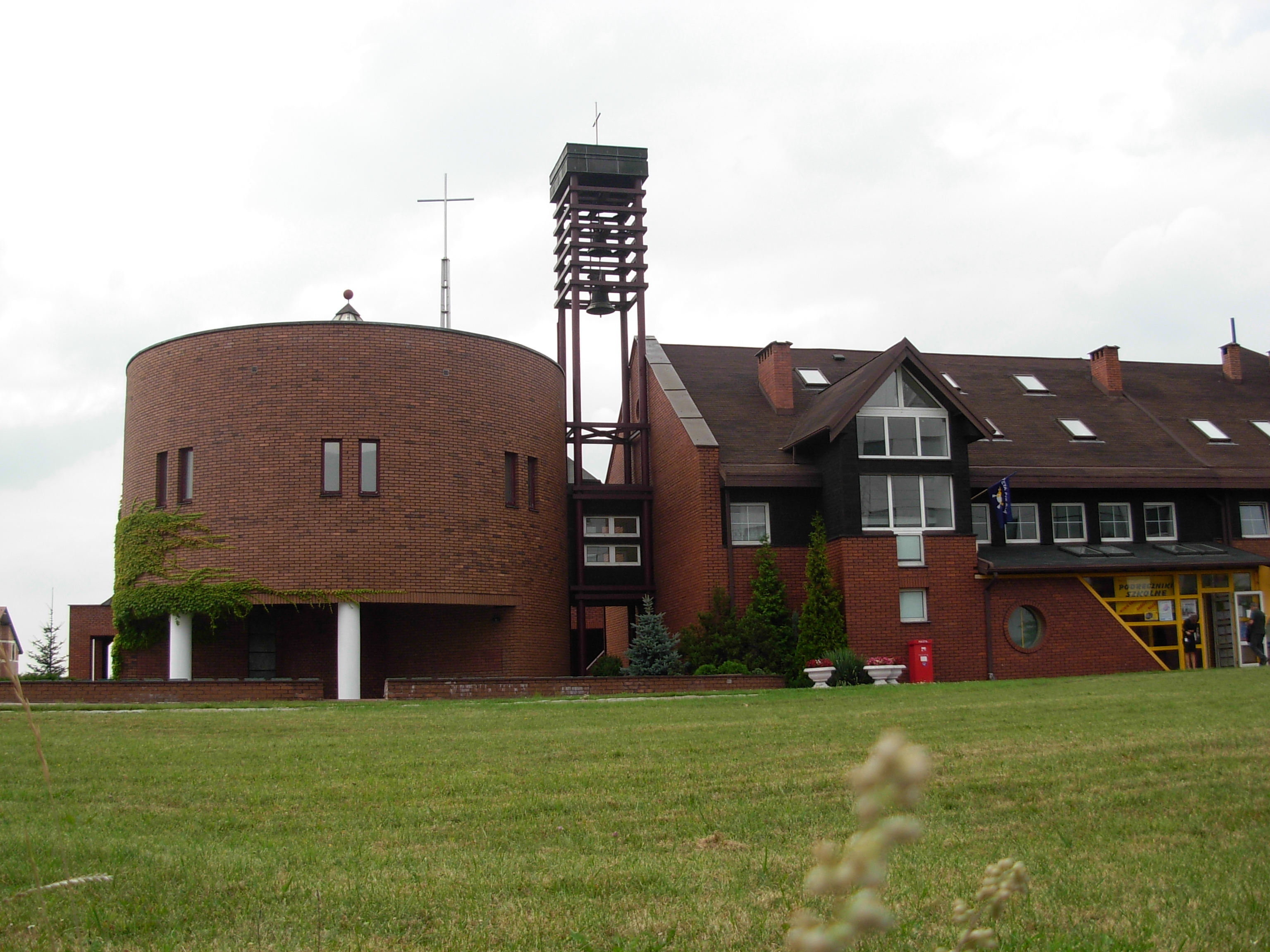
Kaplica Chrystusa Sługi i dzwonnica, 2007
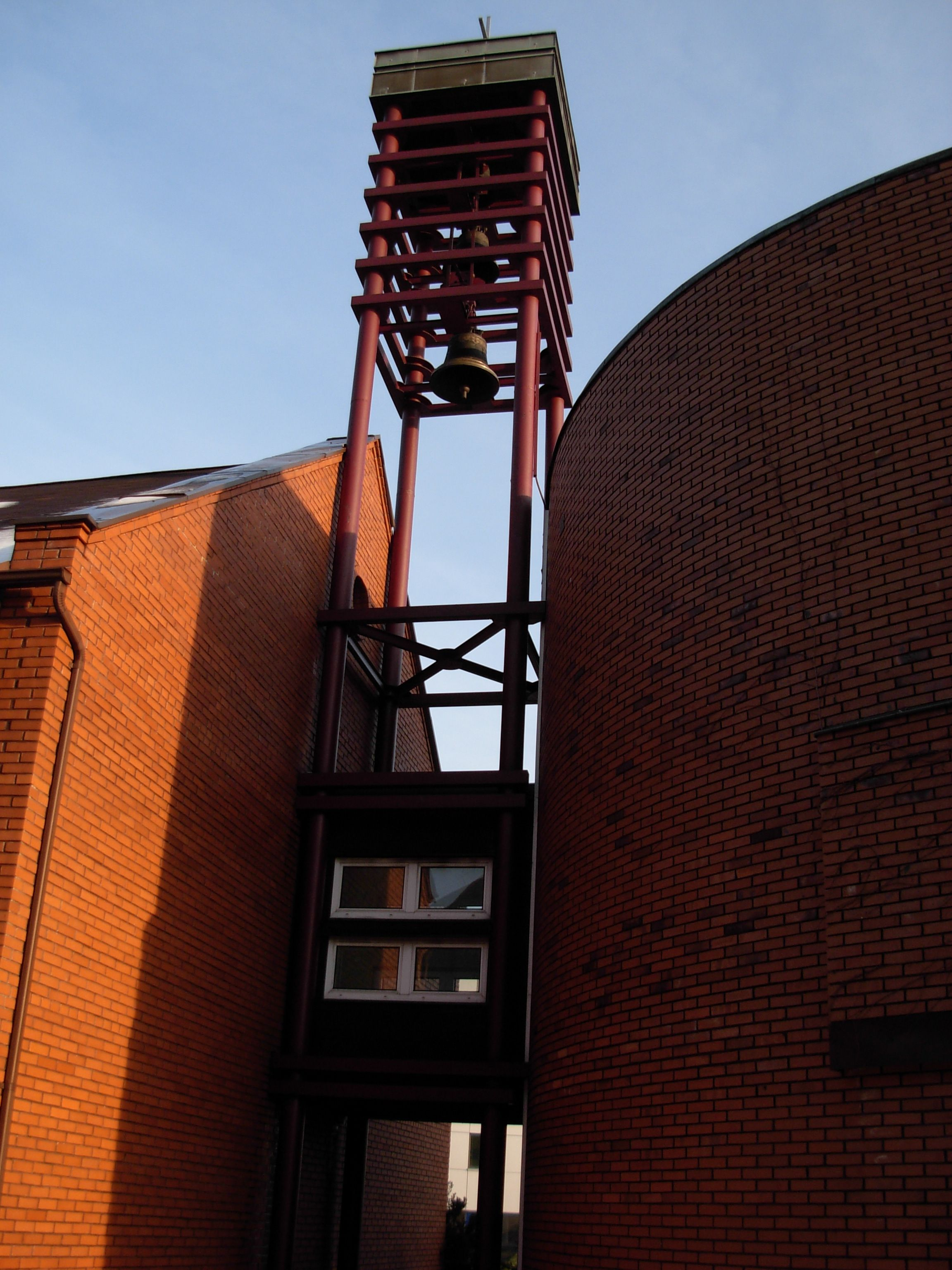
Dzwonnica
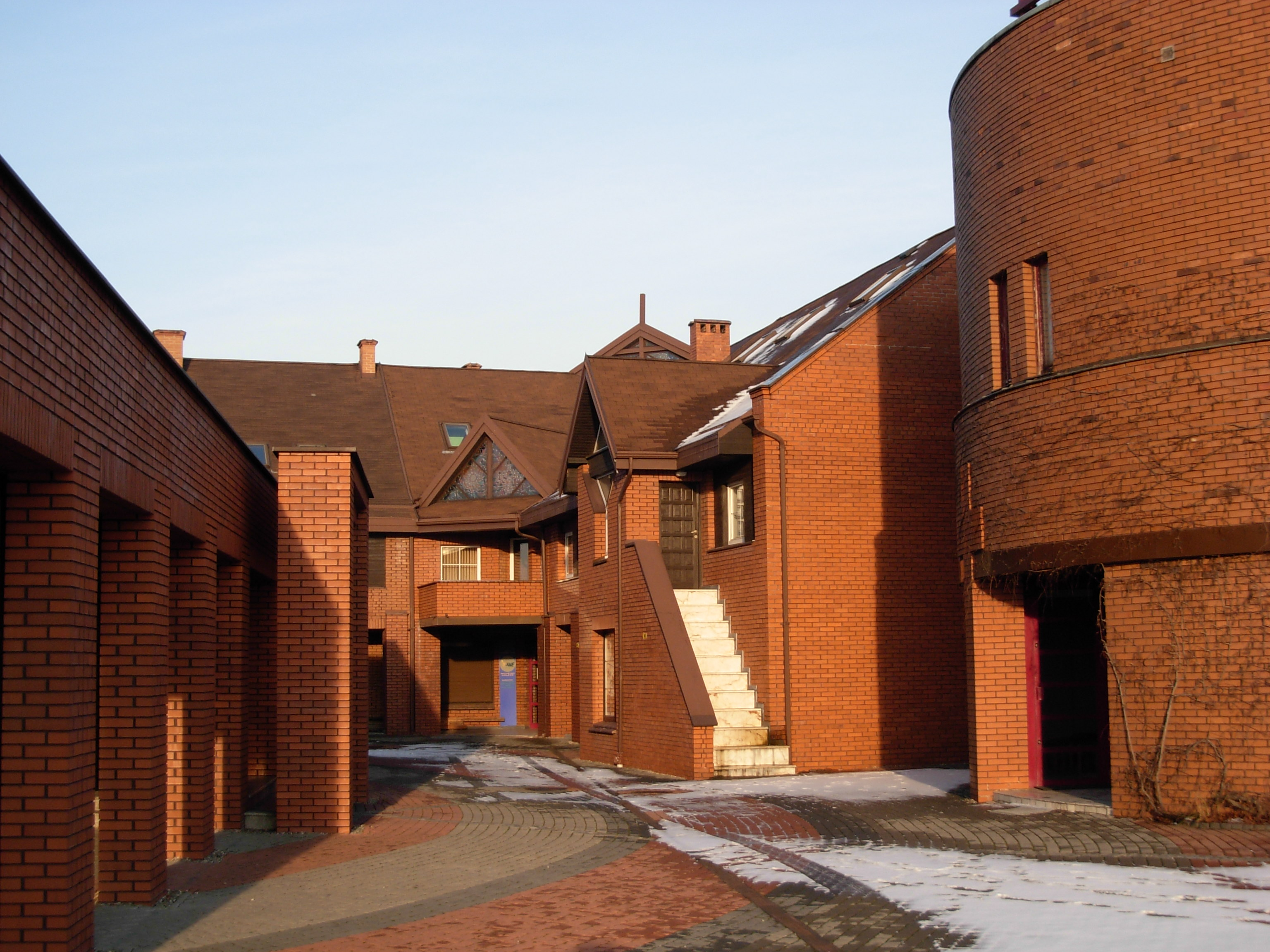
Segmenty zespołu sakralnego
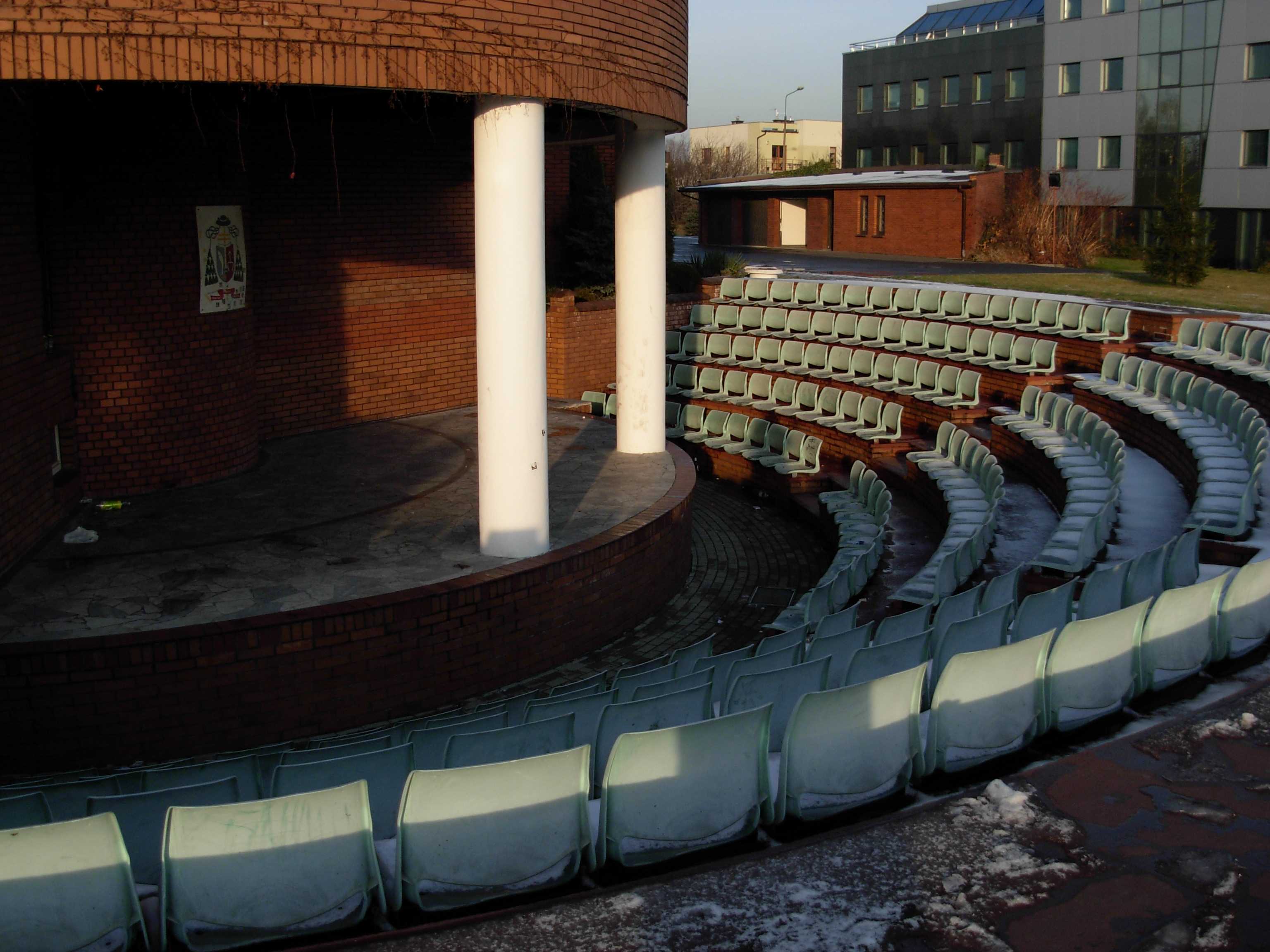
Amfiteatr
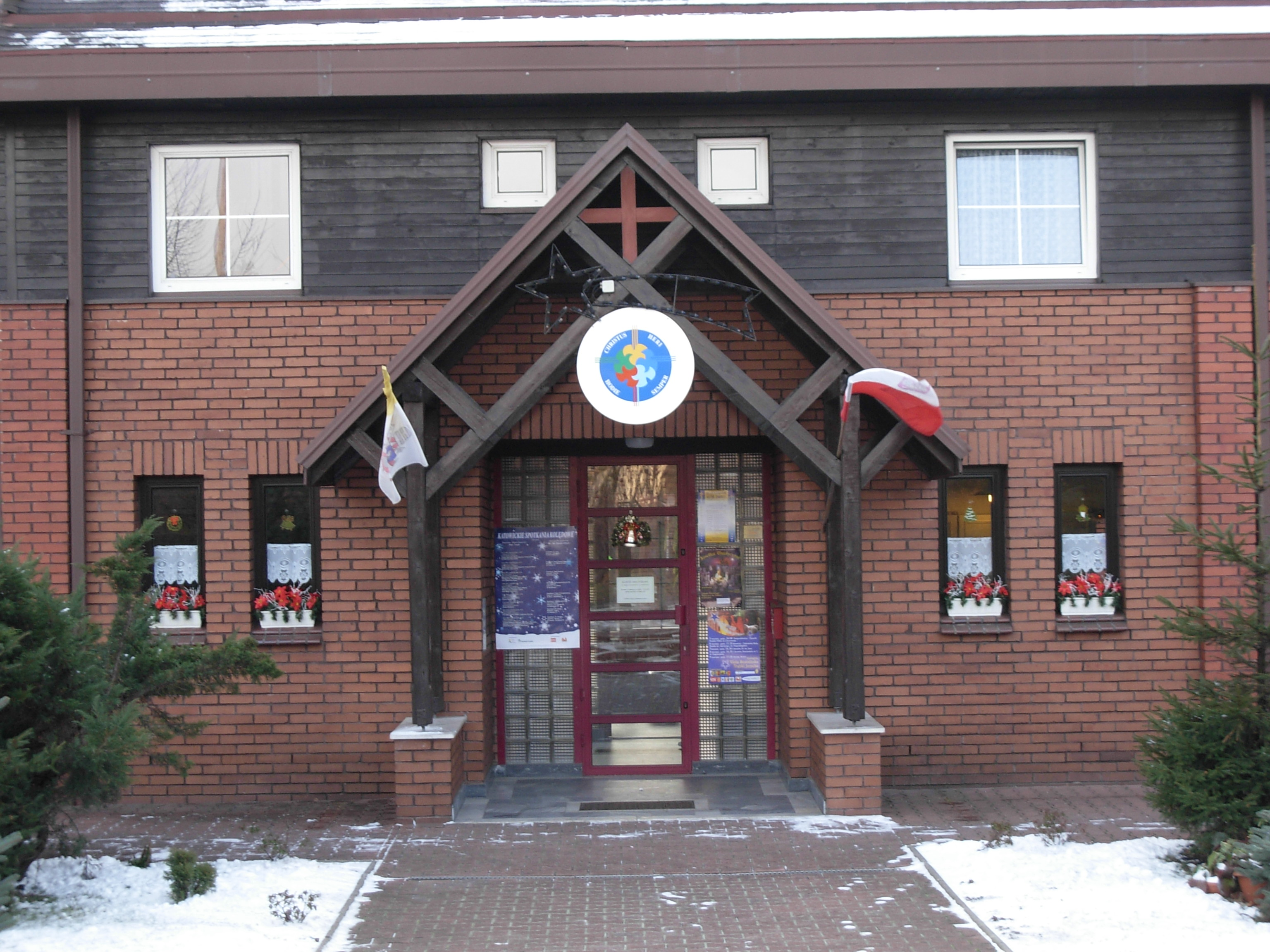
Probostwo
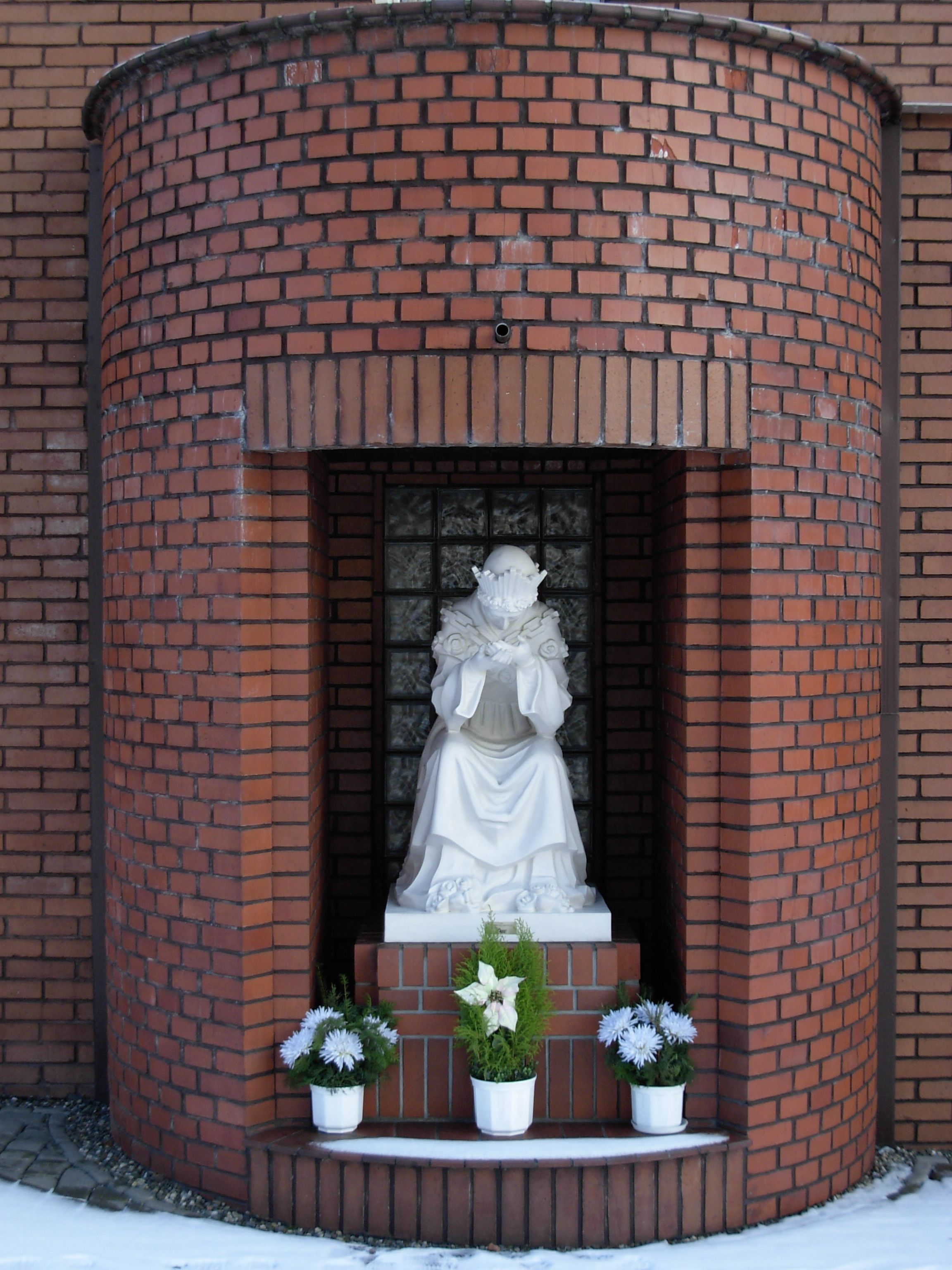
Figura Matki Bożej